# Bute (figlio di Amico)
Bute è un personaggio della mitologia greca, figlio di Amico e dei Bebricii.

## Mito
Quando il padre venne ucciso dagli Argonauti, Bute venne scacciato dal regno e fuggì a Trapani, in Sicilia. Lì venne accolto da Linceste, la bellissima meretrice, ed ebbe da lei un figlio chiamato Brice. I poeti antichi però scrissero che Afrodite partorisse Brice da Bute. 
Virgilio dice che Bute,  descritto come un colosso, fosse ucciso da Darete al sepolcro di Anchise. 